# アーノ・ペンジアス
アーノ・アラン・ペンジアス（Arno Allan Penzias, 1933年4月26日 - 2024年1月22日）は、アメリカ合衆国の物理学者。宇宙マイクロ波背景放射の発見によって1978年のノーベル物理学賞を受賞した。

## 来歴
ドイツのミュンヘンに生まれた。6歳の時に、ナチスによる迫害から逃れるためにユダヤ人の子供達を外国へ避難させる Kindertransport によってイギリスに逃れた。アーノが脱出した6ヵ月後に両親もドイツを離れ、1940年に一家はアメリカニューヨーク市のガーメント地区に移住した。1946年にペンジアスはアメリカに帰化した。1954年にニューヨーク市立大学シティカレッジを卒業、1958年にコロンビア大学で修士号を取得し、1962年に博士号の学位を得た。

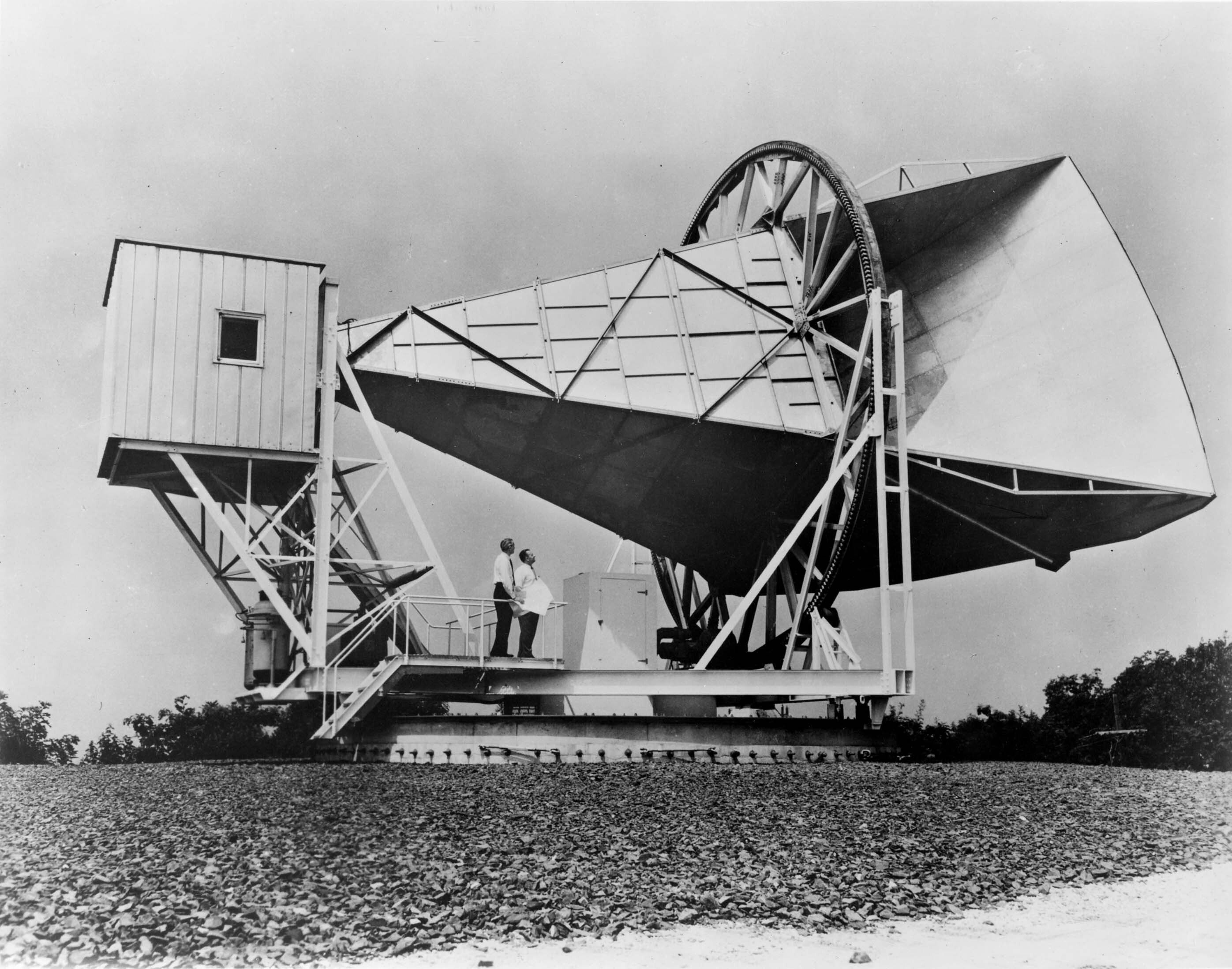
ホルムデルのベル研究所にある15メートルホーンアンテナ。宇宙マイクロ波背景放射が最初に観測されたアンテナ

ペンジアスはニュージャージー州ホルムデルのベル研究所に就職し、そこでロバート・W・ウィルソンとともに、電波天文学の観測のための超高感度低温マイクロ波アンテナの研究を行なった。1964年、この高感度アンテナの設置中に二人は説明のつかない電波ノイズに出会った。そのノイズの強度は天の川銀河からの放射よりも強いものだったため、二人はアンテナ設備が地上の雑音源からの干渉を受けていると考えた。しかし調査の結果、電波ノイズがニューヨーク市からのものであるという仮説は否定された。マイクロ波ホーンアンテナを調べたところ、アンテナに鳩の糞（ペンジアスは論文の中で「白い誘電性の物質」と記している）がたくさん付いていた。糞を掃除すればノイズはなくなると考えた二人はホーンアンテナに溜まった糞を掃除したが、ノイズは消えなかった（二人は互いに、糞掃除を言い出したのは自分ではないと言っている）。考えられる干渉源は全て取り除いたがノイズは消えなかったため、二人はこの発見を論文に発表した。後に、この放射こそがビッグバンの名残の電波である宇宙マイクロ波背景放射であることが明らかとなった。この発見によって天文学者はビッグバン仮説の正しさを確信するようになり、初期宇宙についてのそれまでの多くの仮説が修正された。
1978年、ペンジアスとウィルソンはピョートル・カピッツァとともにノーベル物理学賞を受賞した（カピッツァの業績はペンジアスとウィルソンの仕事とは別である）。二人はその前年にはヘンリー・ドレイパー・メダルを受賞している。1998年IRIメダル受賞。
2024年1月22日にサンフランシスコでアルツハイマー病により死去。90歳没。